# 호시 마코토
호시 마코토(일본어: 星 麻琴, ほし まこと, 1991년 일본 도쿄도 ~ )는 일본의 언론인이며 NHK소속의 아나운서이다. 2019년 4월 1일 개편에 따라 도쿄도 NHK 방송 센터로 옮기면서 현재 NHK 아나운서실 소속이다.

## 생애
호시 마코토(星 麻琴) 아나운서는 1991년 일본 도쿄도에서 태어났다.

## 입사
그녀는 2014년에 NHK에 입사를 했다. 입사동기로는 하야시다 리사 아나운서와 이시바시 아사 아나운서 그리고 나카야마 카나 아나운서가 있다.그녀는 첫 발령지인 NHK 오카야마 방송국에서 시작을 했다. 그녀는 2014년 7월부터 2017년 3월까지 2년 11개월 동안 활동했었는데 NHK 뉴스 오하이요 오카야마와 모기타테, 오카야마 뉴스 845를 진행했었다. 그녀는 2017년 4월 개편에 따라 NHK 삿포로 방송국으로 옮겼다. 그녀는 2017년 4월 3일부터 NHK 뉴스 오하요 훗카이도를 진행하고 있는데 2019년 3월 29일까지 진행한 후 2019년 4월 1일 개편으로 고향인 도쿄도에 NHK 방송 센터로 옮겼다, 2019년 4월 1일부터 뉴스 워치 9의 필드 리포터로 활동하고 있다. 호시 마코토(星 麻琴) 아나운서는 대타진행을 경력도 있다. 그녀는 NHK 오카야마 방송국에 있을 때 2015년 10월 5일부터 9일까지 아사이치 대리 리포터를 했었고 2016년 7월 25일부터 7월 29일까지 뉴스 워치 9의 대리 진행(당시, 스즈키 나오코 아나운서)과 대리 리포터(다나카 이즈미 아나운서)를 했었고 NHK 삿포로 방송국 시절에는 고부하루 아키코 아나운서를 대신해 2018년 8월 27일부터 31일까지 수도권 네트워크를 대타 진행을 했었다. 2022년 4월 개편에 따라 이노우에 아사히 아나운서 후임으로 일요토론 진행을 하고 있다.